# 안나바주

안나바주

안나바주(아랍어: ولاية عنابة)는 알제리 북동부에 위치한 주로, 주도는 안나바이며 면적은 1,439km2, 인구는 640,050명(2008년 기준)이다. 알제리의 대표적인 광물 수출항이 있는 주이기도 하다.